# Helena Dudášová-Géreczová
Helena Dudášová-Géreczová (24. ledna 1930 – ???) byla slovenská a československá politička a poúnorová bezpartijní poslankyně Národního shromáždění ČSR.

## Biografie
K roku 1954 se profesně uvádí jako přední dělnice Závodu mieru a nositelka Vyznamenání Za zásluhy o výstavbu.
Ve volbách roku 1954 byla zvolena do Národního shromáždění ve volebním obvodu Bratislava VII jako bezpartijní kandidátka. V parlamentu setrvala až do konce funkčního období, tedy do voleb roku 1960.